# Григорян, Александр Григорьевич
Григорян Александр Григорьевич — журналист, публицист, писатель. Был собственным корреспондентом еженедельника «Футбол», с 2004 года является корреспондентом и колумнистом издания «Ноев Ковчег». Автор ряда книг, посвященных армянскому футболу.

## Биография
Родился 10 ноября 1951 года в Баку в семье служащих.
Учился в бакинских общеобразовательных школах № 23 имени Пушкина и № 133. В 1970-72 годах служил «секретчиком» в зенитно-ракетном дивизионе ПВО СССР. Старший лейтенант запаса Вооружённых сил СССР. Выпускник архитектурно-строительного факультета Ереванского Политехнического института им. К. Маркса, московского Всесоюзного института повышения квалификации Госснаба СССР (на отлично с красным удостоверением). Работал в проектном институте ЕГСПИ, трестах «Мостострой» и «Ерпромстрой», в управлении Государственного контроля Госснаба АрмССР, главным специалистом Министерства материальных ресурсов (затем преобразовано в Министерство промышленности и торговли РА).
В юности играл в разных спортивных командах Баку: в баскетбольной - «Нефтяник» (тренер - заслуженный тренер АзССР Александр Тер-Сааков) и футбольной - («Динамо» (тренер - заслуженный тренер АзССР Константин Кузнецов). Кроме первых разрядов по этим игровым видам спорта, был разрядником по шахматам (победитель конкурса газеты «Комсомольская правда» по решению задач и этюдов), гандболу и настольному теннису.
Первые публикации на спортивные темы в СМИ появились в школьные годы, продолжены во время прохождения службы в рядах Советской армии, где являлся внештатным корреспондентом газеты «На страже». Первая публикация в ереванской прессе — газета «Коммунист» (1977 год).
Был членом коммунистической партии Армении, кандидатом в члены Центрального комитета, руководил пресс-центром XXXIII съезда КП Армении, стоял у истоков создания газеты «Айастани комунист» (1995 год), является одним из основоположников газеты «Правда Армении» (1998 год).
Заведовал отделом спорта газеты «Урарту» и журнала «Мужчины». Долгие годы был собственным корреспондентом российского еженедельника «Футбол», тбилисской газеты «Спорт», пресс-атташе Федерации бадминтона Армении, участник Конгресса Всемирной федерации бадминтона (1999 год, Копенгаген), почти 20 лет являлся пресс-атташе футбольного клуба «Арарат» Ереван.
В 2000-2001 гг. выполнял функции пресс-атташе женской футбольной команды «Ереваночка» ФК «Мика» (руководитель команды Светлана Есаян, главный тренер Эдуард Маркаров). На первом международном турнире по мини-футболу «Открытый Кубок чемпионов СНГ и стран Балтии», который проходил в Москве в феврале 2001 года, в официальных документах указан как второй тренер этой команды.
Несколько лет работал в информационно-аналитическом агентстве «Де-факто» и в журнале «Карабахский экспресс», был постоянным автором публикаций в ереванских еженедельниках «Айкакан футбол», «Футбол-ревю», «Спорт айсор», «Собеседник Армении» и «ТВ-мол». Многолетний корреспондент и колумнист русско-армянской газеты «Ноев Ковчег» (Москва).

## Награды
В 2011 году удостоен медали и звания «Почётный работник физкультуры и спорта Армении» — первым среди спортивных журналистов. Награждён Почётными грамотами и Дипломами Национального Олимпийского комитета и Государственного спорткомитета Армении, Международной федерации бокса (с медалью), Всемирного комитета Панармянских игр (с медалью), Федерации самбо Армении (с медалью), Министерства обороны Армении, Погрануправления ФСБ России в Армении, а также серебряными медалями чемпионатов Армении по футболу 1999 и 2000 годов в составе ереванского «Арарата».
За активную работу по укреплению и развитию Содружества Независимых Государств награждён грамотой Содружества Независимых государств (протокольное решение от 17 июля 2017 года), подписанной председателем Совета глав государств СНГ В. Путиным
Лауреат ежегодной премии Фонда Ашота Мирзояна (2012 году), номинант российского знака «Золотой фонд прессы — 2014» (газета «Ноев Ковчег»).

## Публикации
- Книга о футболисте. — Газета «Голос Армении», 3 ноября 2001 г.
- О «бразильцах» армянского футбола. — Газета «Республика Армения», 14 декабря 2001 г.
- «Бразилец» армянского футбола. — Газета «Новое время», 10 июля 2002 года.
- Голы с армянским акцентом. Биография армянского футбола от «А» до «Я». — Еженедельник «Урарту» № 2, январь 2004 г.
- Подарок любителям футбола. — Газета «Футбол-ревю», 4 февраля 2004 г.
- От Босфора до Каспия. — Газета «Республика Армения» № 16, 5 марта 2004 г.
- Книги об армянском футболе. — Газета «Ноев Ковчег» № 10 (80), октябрь 2004 г.
- Презентация двух книг Александра Григоряна в Москве. — Еженедельник «Айкакан футбол», 20-26 октября 2004 г.
- Подарок любителям футбола. — Газета «Голос Армении», 1 июля 2006 г.
- «Арарат» — любовь моя, история команды в лицах. — Еженедельник «Айкакан футбол», 12-18 июля 2006 г.
- «Арарат» — любовь моя. — Еженедельник «ТВ-мол» № 38 (107), 25 сентября — 1 октября 2006 г.
- «Арарат» — любовь моя. — Еженедельник «Ереван 7 дней», 30 сентября — 3 октября 2006 г.
- Генералы футбольных полей. — Газета «Голос Армении», 8 ноября 2011 г.
- Григорян Г., Петросян Д. — Вышла в свет книга Александра Григоряна о королевской булавен «Арарата» — Аркадии Андриасяне. Газета «Ноев Ковчег» № 2 (346), февраль 2022 г.